# Hreppsendasúlur
Hreppsendasúlur är en bergstopp i republiken Island. Den ligger i regionen Norðurland eystra, 240 km nordost om huvudstaden Reykjavík. Toppen på Hreppsendasúlur är 1 052 meter över havet.
Runt Hreppsendasúlur är det mycket glesbefolkat, med 3 invånare per kvadratkilometer. Närmaste större samhälle är Dalvík, omkring 16 kilometer öster om Hreppsendasúlur. Trakten runt Hreppsendasúlur består i huvudsak av gräsmarker.